# エアロトヨタ
エアロトヨタ株式会社（英: AERO TOYOTA CORPORATION）は、東京都江東区に本社を置く大手の航空事業・測量事業を行う企業。

## 沿革

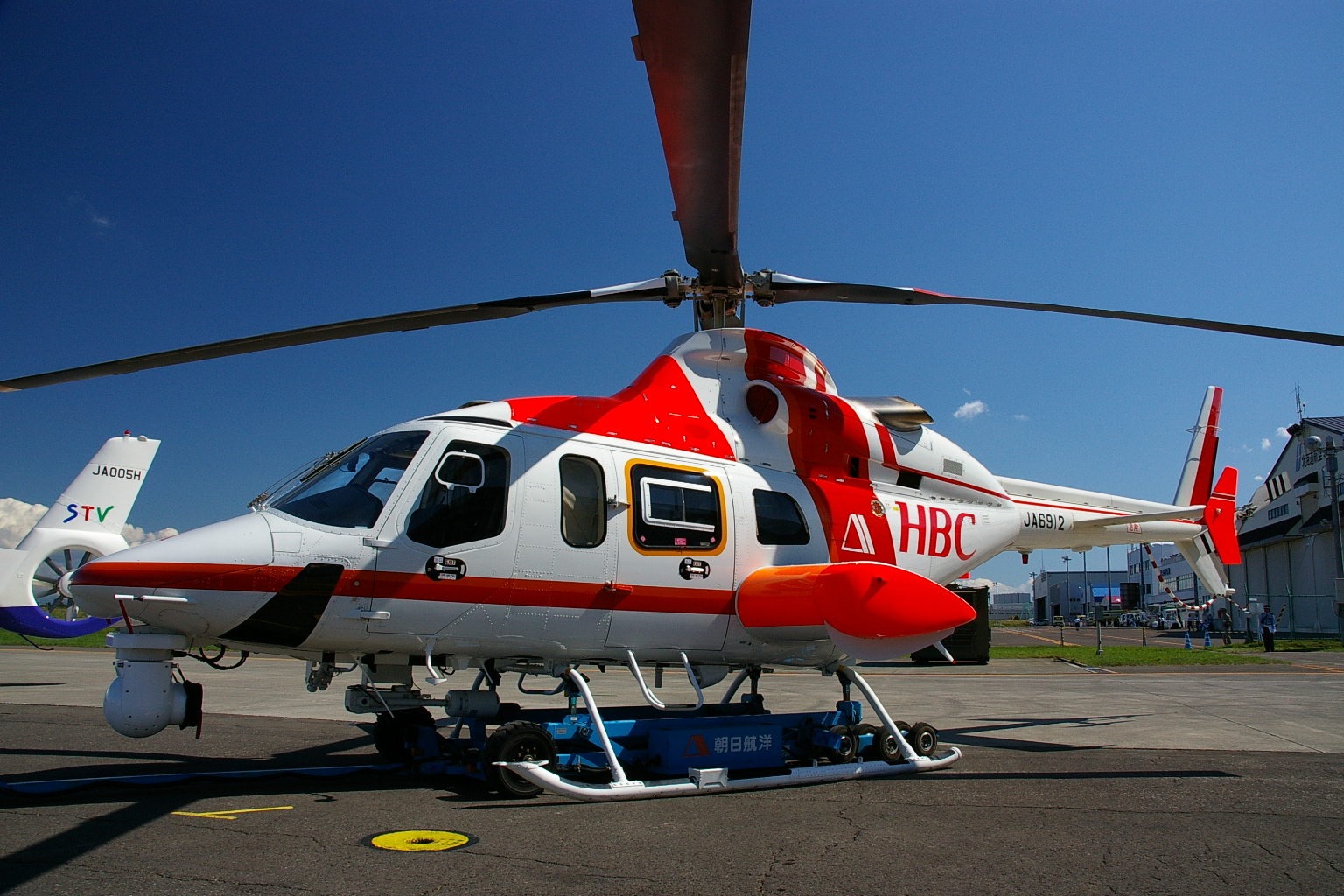
報道取材ヘリ（HBC仕様ベル430）

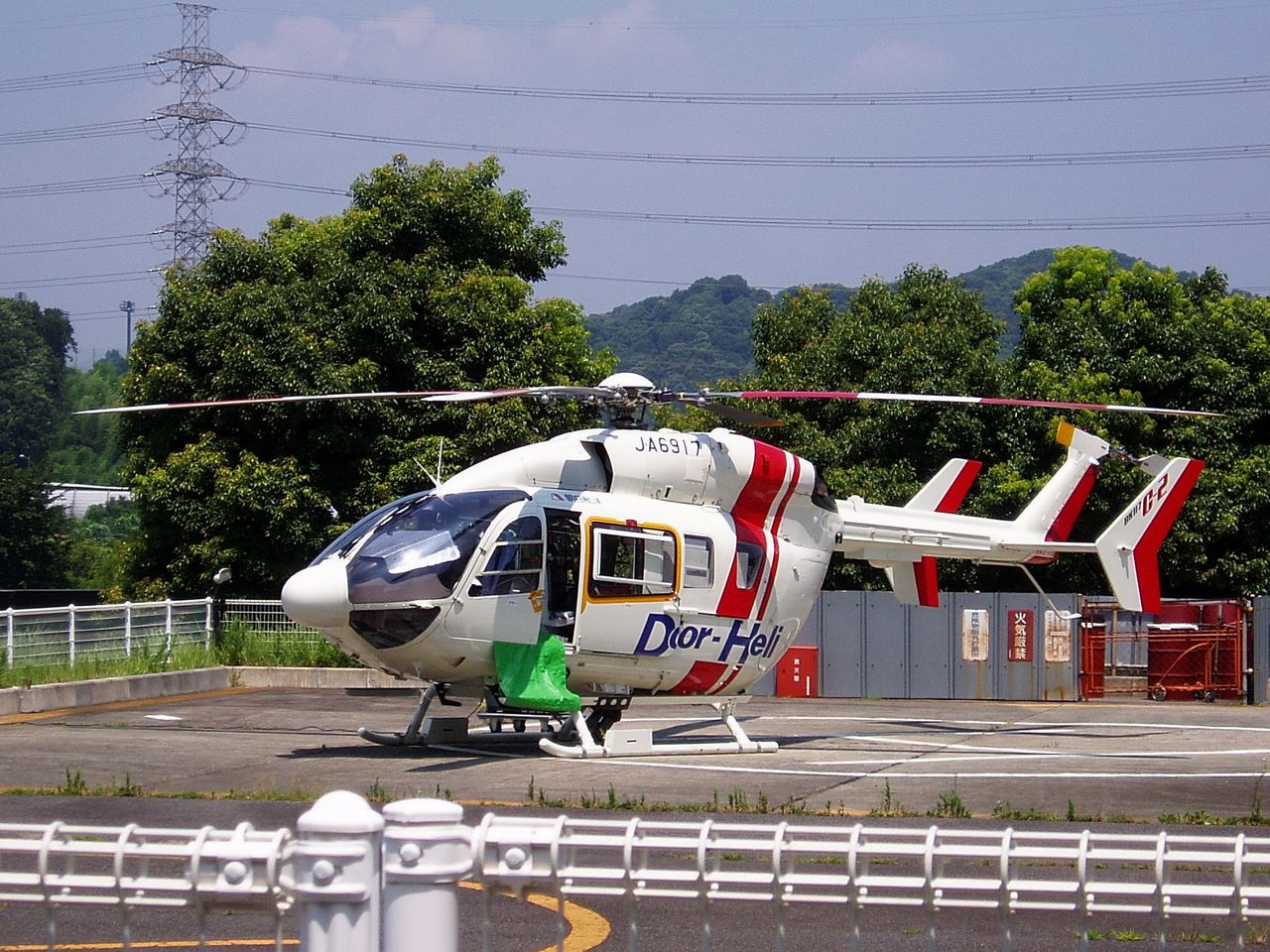
ドクターヘリ（BK117）

- 1955年7月20日 - 朝日航空株式会社として設立。
- 1956年
  - 9月 - 朝日ヘリコプター株式会社へ商号変更。
  - 12月 - 黒部第四ダムの建設工事現場にヘリコプター投入。山岳地におけるわが国初の物資輸送。
- 1959年
  - 7月 - 西武グループが資本参加。
  - 9月 - 池袋西武百貨店に屋上ヘリポート「西武スカイステーション」開設。1963年8月　閉鎖。
- 1960年
  - 2月 - 主基地を所沢市に移転、整備工場を設置
  - 10月25日 - 東洋航空事業株式会社を設立（主な株主：西武グループ、三菱商事）。
- 1961年7月 - 朝日ヘリコプターと東洋航空事業が業務提携。
- 1963年8月15日 - シコルスキー S-62（神田真三機長）が富士山頂へ気象観測用のレーダードームを輸送し、取付けに成功。
- 1966年9月 - 東京倉庫運輸ビル屋上に芝浦ヘリポート開設
- 1980年 - 本社をサンシャイン60に移転。
- 1981年2月 - 川越メンテナンスセンターが航空局認可ヘリポート設置
- 1982年7月1日 - 朝日ヘリコプターと東洋航空事業が合併し、朝日航洋株式会社が発足。
- 1985年
  - 3月17日 - 朝日航洋と東亜国内航空（現・日本航空）が東京ヘリポートからつくば科学万博会場付近の臨時ヘリポートまで6か月間の旅客輸送開始。
  - 8月29日 - 大阪エアウエーズ株式会社を吸収合併[2]。
- 1987年4月 - 子会社の朝日航空を通じコミューター航空事業に進出。1991年、業績不振のためジャルフライトアカデミーへ売却。
- 1997年 - セゾングループの財務悪化に伴い売却、トヨタ自動車の子会社となる。
- 1999年9月 - ヘリコプター初の計器飛行運送事業を開始。
- 2000年 - 小型ジェット機による海外運航を開始。
- 2006年 - 県営名古屋空港に日本最大級のビジネス航空機格納庫を完成させる。
- 2007年3月 - 川崎重工業からカワサキヘリコプタシステム（現・セントラルヘリコプターサービス）を買収し子会社化。
- 2008年9月10日 - 会社設立から半世紀を経て、ヘリコプターと小型飛行機の累積飛行時間が100万時間を超えた。
- 2009年6月1日 - 廃業した阪急航空から報道関係部門及び報道ヘリコプターの受託契約（5機）の譲渡を受ける。
- 2011年7月1日 - 本社を東京都江東区新木場の東京ヘリポート内に移転
- 2022年7月 - 子会社である朝日ヘリコプター株式会社を吸収合併。
- 2025年7月1日 - 社名をエアロトヨタ株式会社に変更。
- 2027年4月 - 茨城県小美玉市（茨城空港隣接地）に整備拠点開設・稼働開始予定。

## 主な拠点
航空事業本部
- 本部: 東京都江東区新木場四丁目7番41号 東京ヘリポート内
- 東日本航空支社: 東京都江東区新木場4-7-41
  - 札幌運航所: 北海道札幌市東区丘珠町 丘珠空港内
- 西日本航空支社: 大阪府八尾市空港2-12 八尾空港内
- 川越メンテナンスセンター: 埼玉県川越市大字平塚字中割662-1

空間情報事業本部
事業内容: 測量・調査、GIS、画像解析・MMS(モービルマッピングシステム)、建設コンサルタント
- 本部: 埼玉県川越市南台三丁目1-1
- 東日本空情支社: 東京都豊島区東池袋4-21-6 第3キンズメンビル5階
- 西日本空情支社: 大阪府吹田市垂水町3-35-31 TEK第三ビル

## 保有機種
- アエロスパシアル
  - AS332L：4機
  - AS350：14機
  - AS355：7機
  - AS365：2機

- ベルヘリコプター
  - ベル206：2機（2025年3月全機退役）
  - ベル412：2機
  - ベル430：3機

- 川崎
  - BK117C-2：7機
  - BK117D-3:4機
- マクドネル・ダグラス
  - MD900/902：4機
- シコルスキー
  - S-76：4機
- セスナ
  - セスナ680：2機

## 宣伝活動
- 西部警察（テレビ朝日） - 所有ヘリに旭日章や「警視庁」の文字を貼り付けて、警察ヘリとして使用されていた[3]。
- コード・ブルー -ドクターヘリ緊急救命-（フジテレビ）において、所有機（JA6790）が使用されていた。
- ベル206B（JA9469）は世界忍者戦ジライヤ（テレビ朝日）のOPや特警ウインスペクター（同）の第7話などに登場している。

## 事故・インシデント
- 1982年7月24日 - 新潟県西蒲原郡分水町で農薬散布を行っていたベル206B（JA9162）がテールローターの故障により民家の庭に墜落、大破した。
- 1983年
  - 2月19日 - 北海道札幌市で取材飛行中のAS350B（JA9222）が燃料切れにより畑に不時着、大破した。機長と同乗者2名が重傷、同乗者1名が軽傷を負った。
  - 5月19日 - 新潟空港の北方17kmの海上で阿賀沖油ガス田の撮影を行っていたベル206B（JA9109）が操縦不能により不時着水、水没した。機長と同乗者3名が重傷を負った。
  - 8月25日 - 和歌山県有田郡清水町で物資輸送を行っていたベル214B（JA9275）がエンジントラブルによりヒノキ林に不時着、大破した。
  - 10月4日 - 三宅島空港でホバリング移動中だったミルMi-8PA（JA9549）のダウンウォッシュにより、駐機中だったMBB Bo 105（JA9515）が破損した。
- 1985年
  - 4月20日 - 滋賀県蒲生郡日野町で資材運搬を行っていたベル214B（JA9276）が吊り荷が地上に接触して墜落、大破した。機長、整備士が軽傷を負った。
  - 7月30日 - 茨城県新治郡千代田村で農薬散布を行っていた川崎ベル47G3B-KH4（JA7478）が水田に墜落、大破した。
  - 11月30日 - 新潟県南魚沼郡湯沢町の苗場プリンスホテル駐車場で資材運搬を行っていたベル 212（JA9520）が燃料供給の不具合によりエンジンが停止、ハードランディングとなり大破した。
- 1988年10月12日 - 島根県邑智郡瑞穂町の瑞穂ハイランドスキー場で資材運搬を行っていたベル212（JA9537）が吊り荷が土手に引っかかり墜落、大破した。機長が重傷、指導員が軽傷を負った。
- 1989年
  - 3月29日 - 福島県南会津郡桧枝岐村で人員輸送を行っていたベル206B（JA9238）が、風防が曇ったため不時着した際に横転、大破した。
  - 9月5日 - 福井県小浜市の小浜湾で移動中のベル214B（JA9325）が悪天候による機長の空間識失調により墜落、大破水没した。機長、整備員が死亡、もう1名の整備員が重傷、整備士が軽傷を負った。
  - 10月9日 - 青森県西津軽郡鯵ケ沢町で資材運搬を行っていた富士ベル204B-2（JA9112）がクラッチの不具合により不時着、大破した。整備士が重傷、機長が軽傷を負った。
- 1990年
  - 3月23日 - 秋田県鹿角郡の十和田湖で移動中だったベル206B（JA9058）が機長の不適切な操縦により湖面に突っ込み、大破水没した。機長が死亡、整備士が重傷を負った。
  - 8月1日 - 神奈川県足柄下郡箱根町の二子山で西武建設から運航受託していたシコルスキーS-76A（JA9943）が悪天候により墜落、大破した。機長、整備士が死亡した。
  - 8月20日 - 沖縄県中頭郡勝連町のホワイトビーチで取材飛行中のベル206L-3（JA9365）が強風下でのホバリングにより操縦不能となり墜落、大破水没した。機長、整備士、記者、カメラマンの4名が死亡した。別項目にて詳述。
  - 9月21日 - 山梨県東山梨郡三富村で地質調査機材のテストを行っていたMBB Bo105C（JA9524）が索道に接触して墜落、大破炎上した。機長、技術者2名が死亡した。
- 1991年11月8日 - 北海道常呂郡留辺蕊町で薬剤散布を行っていたベル206B（JA9127）が、散布装置の不良により重心位置が許容範囲を超え操縦困難となったため不時着、大破した。
- 1993年
  - 1月28日 - 千葉県印旛郡印旛村で訓練中だったベル206B（JA9465）が離陸時に給油用のドラム缶に接触、横転大破した。
  - 6月20日 - 栃木県上都賀郡足尾町で資材運搬を行っていたAS350B（JA9223）が帰投中に吊りワイヤでテールローターを損傷して不時着、中破した。
- 1994年8月14日 - 青森県西津軽郡車力村で農薬散布を行っていたベル206B（JA9211）が電柱の支索に接触して墜落、大破した。機長が重傷を負った。
- 1996年4月27日 - 長野県長野市篠ノ井で長野放送の取材飛行を行っていたAS355F1（JA9633）が、同じくテレビ信州の取材飛行を行っていた東邦航空のAS350B（JA9792）と空中接触して墜落炎上、朝日航洋機は機長とカメラマンが死亡した。
- 1998年9月12日 - 長野県上高井郡高山村で緑化資材散布を行っていたAS350B（JA9306）が吊り荷のバケットを斜面に接触させて墜落、大破した。機長が死亡した。

- 2004年9月14日 - 静岡ヘリポートから東京ヘリポートへ向けて移動中のMD900（JA6757）がノーターの不具合で操縦困難となり、厚木飛行場に不時着、大破した。機長、整備士が軽傷を負った。
- 2005年
  - 10月18日 - 富山県下新川郡宇奈月町で資材運搬を行っていたAS332L（JA9690）が吊り荷を降ろす際、吊り荷と接触した地上誘導員が負傷した。機体の損壊はなかった。
  - 11月18日 - 長野県木曽郡木曽町で送電線の調査飛行を行っていたAS350B（JA9303）が着陸する際、ハードランディングとなり大破した。
- 2009年8月3日 - 滋賀県高島市で資材運搬を行っていたAS332L（JA9690）が吊り荷を降ろす際、ダウンウォッシュにより立木が倒れ地上作業員が重傷を負った。機体の損壊はなかった。
- 2010年9月26日 - 鹿児島県屋久島町で資材運搬を行っていたAS332L（JA9635）が吊り荷が地上に接触して墜落、大破炎上した。機長、整備士が死亡した。
- 2012年7月8日 - 北海道旭川市でドクターヘリとして患者搬送を行っていたMD900（JA6911）が、旭川赤十字病院屋上ヘリポートから離陸した際、エンジントラブルが発生、第1エンジンを停止して旭川空港に緊急着陸した。
- 2013年9月10日 - 関西国際空港において朝日放送から運航を受託しているベル430（JA06NR）が管制官の指示を得ず滑走路に進入したため、着陸進入中だった全日空機が着陸復行した。
- 2016年
  - 8月5日 - 奈良県十津川村の山中で、関西電力の鉄塔建設に使うため資材を運搬していたヘリコプターから、重さ約800キロの鉄板が落下した。
  - 8月8日 - 神奈川県秦野市のコベルコマテリアル銅管秦野工場のグラウンドで、東海大学医学部付属病院のドクターヘリBK117C2（JA6917）が着陸に失敗し大破。搬送予定の高校生は救急車で搬送されたが死亡。